# Hawaii Nemzetközi Filmfesztivál
A Hawaii Nemzetközi Filmfesztivál (Hawaii International Film Festival (HIFF)) egy 1981-ben alapított rendezvény Hawaiin, melynek célja az ázsiai és Csendes-óceáni és észak-amerikai kultúra megértése és megismerése a filmművészeten keresztül.

## Kialakulása
A fesztivál kezdetben az East-West Center projektjeként indult, ami egy oktatási és kutatási intézet, melyet az USA kongresszusa hozott létre, székhelye a honolului Hawai'i Manoa egyetem kampusza. Az alapító Jeannette Paulson Hereniko volt. 1981-ben a fesztivál keretében hat ország hét filmjét vetítették le ötezres nézőközönség előtt. Napjainkban már több mint egy tucat vetítési helyszín van hat hawaii szigeten, és nyolcvanezres közönséget vonz az esemény az államokból és azon kívülről is.

## A rendezvény
A rendezvényt minden évben számos szponzor támogatja, melyek közül a legnagyobb Louis Vuitton. Ezért a fesztivál Louis Vuitton Hawaii Nemzetközi Filmfesztivál néven is ismert.
A tíz napos rendezvényt minden év őszén tartják. A filmfesztivált megelőzően a HIFF tagjai megnéznek néhány ezer filmet, melyekből kiválasztanak általában 1150 filmet, rövidfilmet, dokumentumfilmet. A filmeket megnézők tükrözik Hawaii multikulturális arculatát, mert például a kínai-amerikaiak japán filmeket, a japán-amerikaiak korai filmeket néznek. A fesztivál keretében olyan nagy sikerű filmek kerültek már bemutatásra, mint például a Zongoralecke (1993), Egykoron harcosok voltak (1994), Ragyogj! (1996), Tigris és sárkány (2000), Anyádat is (2001) és a Hölgyválasz (2004).

## Díjak
- Halekulani Arany Orchidea-díj (Halekulani Golden Orchid Award)
- Közönségdíj (Audience Choice Award)
- NETPAC-díj (NETPAC Award)
- Filmbeli látvány-díj (Vision in Film Award)
- Maverick-díj (Maverick Award)
- (Award for Career Achievement)
- Helyi rövidfilm-díj (Local Short Film Award)
- The Tiffany & Co.-díj (The Tiffany & Co. Awards)